# ناو شهید رئیسعلی دلواری
ناو شهید رئیسعلی دلواری نام یکی از ناوهای ایرانی است که توسط سپاه پاسداران و وزارت دفاع ایران تولید شده و هم‌اکنون در حال خدمت در خلیج فارس و تنگه هرمز می‌باشد. این ناو در ۹ اسفند ۱۴۰۳ به نیروی دریایی سپاه ملحق شد.
| ناو شهید رئیسعلی دلواری ایران · | ناو شهید رئیسعلی دلواری ایران ·                                                                                                  |
| ------------------------------- | --- |
| شماره بدنه FS313-04             | |
| اطلاعات کلی                     | |
| نوع کشتی                        | کاتاماران چند منظوره |
| کلاس                            | ناو کلاس شهید سلیمانی |
| کشور سازنده                     | ایران |
| ساخت کارخانه                    | صنایع کشتی سازی شهید محلاتی |
| ورود به ناوگان                  | اسفند ۱۴۰۳ |
| مشخصات                          | |
| طول کشتی                        | ۶۷ متر |
| پهنای بدنه                      | ۲۰ متر |
| بارگیری استاندارد               | ۶۰۰ تن |
| نوع موتور                       | ۴ عدد موتور بومی سازی شده |
| سرعت                            | ۴۵ نات (حدود ۸۴ کیلومتر بر ساعت)                                                                                                 |
| برد عملیاتی                     | ۵۰۰۰ نات (حدود ۹۲۵۰ کیلومتر) |
| جنگ‌افزارها                      | |
| توپخانه                         | ۱× توپ اتوماتیک ۳۰م م و دارای دوربین حرارتی ۴× توپ اتوماتیک ۲۰م م                                                                |
| سیستم موشکی                     | ۶× موشک کروز مایل پرتاب (۴× موشک قادر با برد ۳۰۰ کیلومتر و ۲× موشک نصیر با برد ۹۰ کیلومتر) ۶× سیلوی عمود پرتاب موشک کروز ضد کشتی |
| رادار                           | یک رادار دو وجهی دارای صفحه باند اس و باند ایکس                                                                                  |
| موشک دفاع هوایی                 | ۱۶× سیلوی عمود پرتاب موشک پدافندی صیاد و نواب                                                                                    |
| هواگردهای قابل حمل              | ۱× بالگرد بل ۴۱۲ همچنین قابلیت حمل پهپادهای عمود پرواز                                                                           |
| سایر جنگ افزارها                | قابلیت حمل و عملیاتی کردن ۳ فروند قایق تندروی موشک‌انداز                                                                          |
| سرنوشت                          | |

این شناور موشک انداز سبک شیوه کاتاماران طراحی ساخته شده است و قادر به تحرک بالا  در شرایط فورس دریایی بالاست ناو  رئیسعلی دلواری چهارمین محصول از خانواده شناورهای  سلیمانی است  

## کشتی‌های این کلاس
| کشتی                    | شماره بدنه | بندر      | به آب اندازی | وضعیت |
| ----------------------- | ---------- | --------- | ------------ | ----- |
| ناو شهید سلیمانی        | FS313-01   | بندرعباس  | 2022         | فعال  |
| ناو شهید حسن باقری      | FS313-02   | بندربوشهر | 2024         | فعال  |
| ناو شهید صیاد شیرازی    | FS313-03   | نامعلوم   | 2024         | فعال  |
| ناو شهید رئیسعلی دلواری | FS313-04   | نامعلوم   | 2025         | فعال  |